# Cinetus iridipennis
Cinetus iridipennis é uma espécie de insetos himenópteros, mais especificamente de vespas pertencente à família Diapriidae.
A autoridade científica da espécie é Lepeletier & Serville, tendo sido descrita no ano de 1825.
Trata-se de uma espécie presente no território português.